# 後鳥羽院下野

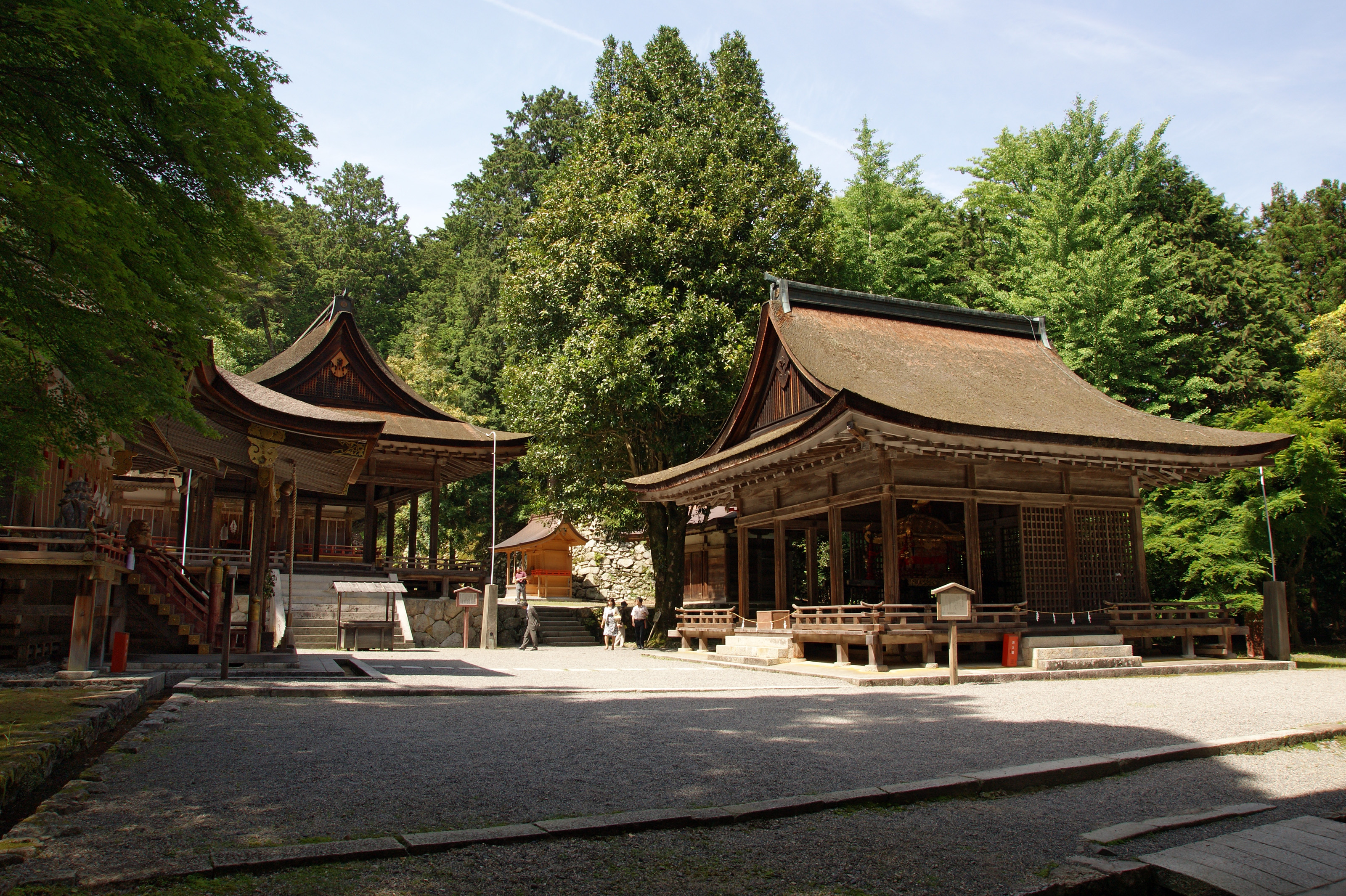
日吉社小比叡（東本宮）

後鳥羽院下野（ごとばのいんのしもつけ、生没年不詳）は、鎌倉時代初期の女流歌人。女房三十六歌仙の一人。日吉社小比叡禰宜祝部允仲の娘。源家長の妻。源家清、藻璧門院但馬の母。信濃とも呼ばれた。

## 経歴
皇后宮（坊門院範子内親王）に出仕後、1203年（建仁3年）頃、後鳥羽院に出仕、翌1204年（元久元年）頃、後鳥羽院歌壇の有力メンバーであり『新古今和歌集』編纂にも携わった源家長の妻となり、歌人として頭角を顕す。当初は信濃と呼ばれたが、1206年（建永元年）8月までには下野と呼ばれるようになっている。『新古今和歌集』以降の勅撰集、歌合等に作品を残している。

## 逸話
- 夫の家長は、『源家長日記』中で、13世紀初頭の歌壇状況として、殷富門院大輔が世を去り、二条院讃岐、三河内侍、宜秋門院丹後、小侍従らが高齢化して、女流歌人が少なくなったという後鳥羽院の嘆きを伝えつつ、七条院越前、宮内卿、俊成卿女、八条院高倉、七条院大納言等が新たに頭角を顕してきたと述べている。これは、後鳥羽院歌壇期待の新人でもあった妻に向けて書かれたのではないかと考えられている[2]。
- 後鳥羽院が配流先の隠岐から、都の歌人十五名に十題十首の和歌を求め、自らの詠歌と判を加えて八十番の歌合とした『遠島御歌合』に、下野も十首を詠進している。その中の「時雨」題の一首について、

後鳥羽院は「昔は遠く」に強い情趣を感じて勝としている。これはこの歌合の中で下野が藤原隆祐に対して収めた唯一の勝となった。
- 後鳥羽院配流後も、下野は「院を追慕し、その帰京までの団結を深め」ていた院の近臣グループに近い立場だったとされる[4]。更に院の没後も、六条派、反御子左派、そして後鳥羽院近臣グループが集った『春日若宮社歌合』に参加する等、反主流派的な立位置ながら歌壇とのつながりが継続していたことがわかる。『春日若宮社歌合』では、

といった歌に寂寥感が漂うのはともかくとして、
後嵯峨院の治世を「もえ出る春」と祝ってはいるものの、自らを「谷の埋木」にたとえ、祝賀の歌には相応しくない、むしろ述懐歌のような歌になっている。負の判定を覚悟で、あえて身の不遇を訴えたかったとも考えられる。

## 作品
勅撰集
| 歌集名         | 作者名表記   | 歌数 | 歌集名         | 作者名表記   | 歌数 | 歌集名         | 作者名表記   | 歌数 |
| -------------- | ------------ | ---- | -------------- | ------------ | ---- | -------------- | ------------ | ---- |
| 千載和歌集     |              |      | 新古今和歌集   | 信濃         | 2    | 新勅撰和歌集   | 下野         | 2    |
| 続後撰和歌集   | 後鳥羽院下野 | 6    | 続古今和歌集   | 後鳥羽院下野 | 6    | 続拾遺和歌集   | 後鳥羽院下野 | 1    |
| 新後撰和歌集   | 後鳥羽院下野 | 1    | 玉葉和歌集     | 後鳥羽院下野 | 3    | 続千載和歌集   | 後鳥羽院下野 | 1    |
| 続後拾遺和歌集 | 後鳥羽院下野 | 1    | 風雅和歌集     | 後鳥羽院下野 | 2    | 新千載和歌集   | 後鳥羽院下野 | 1    |
| 新拾遺和歌集   | 後鳥羽院下野 | 1    | 新後拾遺和歌集 | 後鳥羽院下野 | 1    | 新続古今和歌集 | 後鳥羽院下野 | 2    |

定数歌・歌合
| 名称                       | 時期                       | 作者名表記 | 備考                            |
| -------------------------- | -------------------------- | ---------- | ------------------------------- |
| 石清水若宮歌合             | 1204年（元久元年）10月     | 下野       | 後鳥羽院と3番                   |
| 北野宮歌合                 | 1204年（元久元年）11月11日 | 女房下野   | 負2                             |
| 春日社歌合                 | 1204年（元久元年）         | 女房下野   | 嘉陽門院越前と番い勝2持1        |
| 為家家百首                 | 1229年（寛喜元年）         |            |                                 |
| 石清水若宮歌合             | 1232年（寛喜4年）3月25日   | 女房下野   | 従二位家隆と番い勝1負1持1       |
| 日吉社撰歌合               | 1232年（貞永元年）         |            |                                 |
| 光明峰寺入道摂政家十首歌合 | 1232年（貞永元年）7月      | 下野       | 藤原親季と番い勝4負1持5         |
| 名所月歌合                 | 1232年（貞永元年）8月15夜  | 下野       | 源有長と番い勝3                 |
| 遠島御歌合                 | 1236年（嘉禎2年）          |            |                                 |
| 春日若宮社歌合             | 1246年（寛元4年）12月      | 下野       | 判者知家と番い勝2負1            |
| 院御歌合                   | 1247年（宝治元年）         | 下野       | 蓮性と番い勝4負6                |
| 宝治百首                   | 1248年（宝治2年）          | 下野       |                                 |
| 九月十三夜影供歌合         | 1251年（建長3年）          | 下野       | 忠定（中山忠房）と番い勝3負3持4 |

私家集
- 家集は伝存しない。